# Maggie Mac Neil
Pour les articles homonymes, voir MacNeil.
Margaret "Maggie" Mac Neil est une nageuse canadienne originaire de Jiujiang, Chine, championne du monde du 100 m papillon en 2019 et championne olympique dans la même discipline aux Jeux olympiques de Tokyo 2020.

## Carrière
En 2017, elle est admise dans l'équipe de natation de l'Université du Michigan.
Le 22 juillet 2019, elle remporte la médaille d'or du 100 m papillon en 55 s 83 lors des championnats du monde 2019 à Gwangju en Corée du Sud devant la Suédoise Sarah Sjöström et l'Australienne Emma McKeon. Avec ce temps, elle devient la deuxième meilleure performeuse de tous les temps sur la distance derrière la Suédoise. La veille, elle est médaillée de bronze sur le 4 × 100 m nage libre avec ses coéquipières Kayla Sanchez, Taylor Ruck et Penny Oleksiak.
En décembre 2021, la nageuse remporte le 50 m dos aux championnats du monde en petit bassin à Abou Dhabi et bat le record mondial avec un temps de 25 s 27. Lors de la même compétition, elle remporte le 100 m papillon en 55 s 04, établissant ainsi un nouveau record canadien.
En 2022, elle remporte la médaille d'argent du 4 × 100 m nage libre avec Sanchez, Ruck et Oleksiak lors des Mondiaux de Budapest. Elle remporte également de nouveau le 50 m dos aux championnats du monde en petit bassin à Melbourne en Australie.

## Palmarès

### Jeux Olympiques
- Jeux olympiques d'été de 2020 à Tokyo (Japon) :
  -  Médaille d'or du 100m papillon
  -  Médaille d'argent du relais 4 × 100m nage libre
  -  Médaille de bronze du relais 4 × 100 m quatre nages

### Championnats du monde

#### Grand bassin
- Championnats du monde de natation 2019 à Gwangju (Corée du Sud) :
  -  Médaille d'or du 100 m papillon
  -  Médaille de bronze du relais 4 × 100 m nage libre
  -  Médaille de bronze du relais 4 × 100 m quatre nages

- Championnats du monde de natation 2022 à Budapest (Hongrie) :
  -  Médaille d'argent du relais 4 × 100 m nage libre
  -  Médaille d'argent du relais 4 × 100 m nage libre mixte (participe uniquement aux séries)
  -  Médaille de bronze du relais 4 × 100 m quatre nages

- Championnats du monde de natation 2023 à Fukuoka (Japon) :
  -  Médaille d'argent du 100 m papillon
  -  Médaille de bronze du relais 4 × 100 m quatre nages

#### Petit bassin
- Championnats du monde 2021 à Abu Dhabi (Émirats Arabes Unis) :
  -  Médaille d'or du 50 m dos
  -  Médaille d'or du 100 m papillon
  -  Médaille d'or du relais 4 × 100 m nage libre
  -  Médaille d'or du relais 4 × 50 m nage libre mixte
  -  Médaille d'argent du relais 4 × 100 m quatre nages

- Championnats du monde 2022 à Melbourne (Australie) :
  -  Médaille d'or du 50 m dos
  -  Médaille d'or du 50 m papillon
  -  Médaille d'or du 100 m papillon
  -  Médaille de bronze du relais 4 × 100 m nage libre
  -  Médaille de bronze du relais 4 × 100 m quatre nages
  -  Médaille de bronze du relais 4 × 50 m quatre nages mixte

### Jeux du Commonwealth
- Jeux du Commonwealth de 2022 à Birmingham (Angleterre) :
  -  Médaille d'or du 100m papillon
  -  Médaille d'argent du relais 4 × 100 m quatre nages
  -  Médaille d'argent du relais 4 × 100 m quatre nages mixte
  -  Médaille de bronze du relais 4 × 100 m nage libre
  -  Médaille de bronze du relais 4 × 100 m nage libre mixte